# Ad tuendam fidem
Ad tuendam fidem je apostolsko pismo u obliku motuproprija pape Ivana Pavla II. koje je objavljeno 18. svibnja 1998. godine.
Dokumentom su izmijenjeni kanoni 750., § 2 i 1371., 1° Zakonika kanonskog prava te kanoni 598. i 1436. Zakonika kanona istočnih Crkava.
Prema tome preciziralo se da također i pojedinačne istine, koje nisu predložene kao božanski objavljene, mogu postati sekundarni objekt nepogrešivosti crkvenog učiteljstva. Tako su te pojedinačne istine nužno povezane s božanskom objavom na temelju njihove povijesne (npr. kanonizacije svetaca) ili logičke povezanosti (npr. ređenje samo muškaraca, eutanazija). Neprihvaćanje tih pojedinačnih istina treba smatrati protivljenjem nauku Katoličke Crkve.

### Članci
- Marković, Ilija. 2018. Izmjene kanona Zakonika kanonskog prava iz 1983.: Od motu proprija Ad tuendam fidem do motu proprija Magnum principium. Vrhbosnensia. Univerzitet u Sarajevu – Katolički bogoslovni fakultet. Sarajevo. 22 (1): 117–151